# Первоцвет Галлера
Первоцвет Галлера или примула Галлера (лат. Primula halleri) — вид травянистых растений рода Первоцвет (Primula) семейства Первоцветные (Primulaceae).

## Описание
Многолетнее травянистое растение высотой до 30 см. Листья цельные, лопатовидной формы, образуют прикорневую розетку. Поверхность листьев гладкая.
Цветки сиреневые, собраны в зонтиковидные соцветия на безлистных цветоносах. Цветёт с июня по июль.

## Распространение и экология
Произрастает в Европе в Альпах на территории Австрии, Италии, Франции, Швейцарии, на Балканском полуострове до Албании, Болгарии и Румынии, в Карпатах на территории Польши, Словакии и Украины.
Встречается преимущественно в субальпийском или субарктическом биомах. В Швейцарии растёт на субальпийских и альпийских лугах в кантонах Вале, Тичино и Граубюнден.

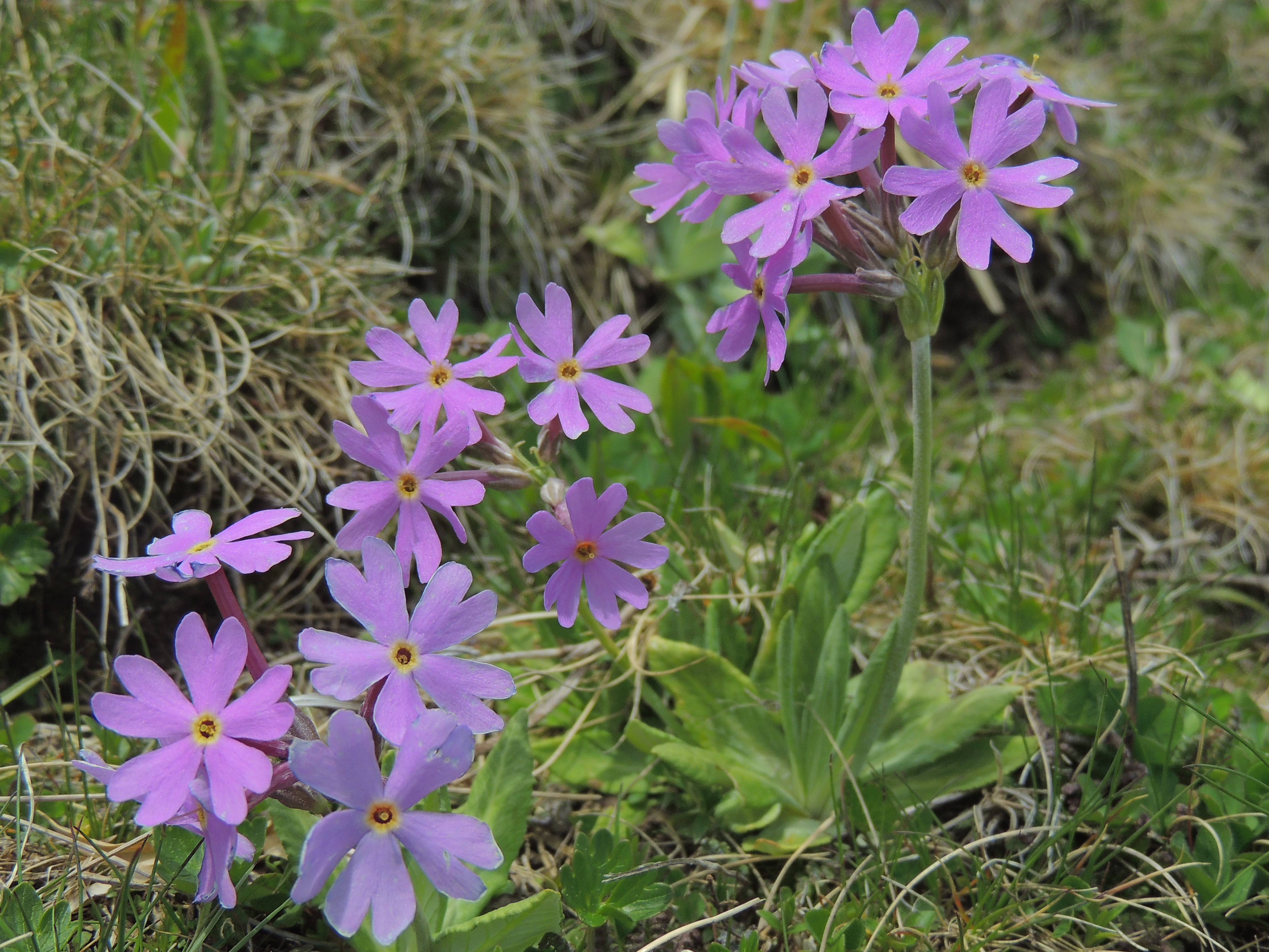
Первоцвет Галлера в Румынии

## Охранный статус
С 2016 года находится в Красной книге Швейцарии со статусом вида, близкого к уязвимому положению (англ. Near Threatened, NT) по классификации Международного союза охраны природы (МСОП).

## Синонимы
По данным GBIF на январь 2024 года в синонимику вида Primula halleri J.F.Gmel. (1775) входят 7 синонимов:
- ≡ Aleuritia halleri (J.F.Gmel.) Soják в Čas. Nár. Muz. Praze, Rada Přír. 148(3-4): 205. 1979 publ. 1980.
- = Aleuritia farinosa subsp. platyphylla (O.Schwarz) Soják в Čas. Nár. Muz. Praze, Rada Přír. 148(3-4): 205. 1979 publ. 1980
- = Aleuritia longiflora (All.) Opiz Bercht. в Oekon. Techn. Fl. Bohm. 2: 196. 1839
- = Aleuritia longiflora (All.) Spach в Hist. Nat. Vég. (Spach) 9: 362. 1840
- = Primula farinosa (All.) Bonnier & Layens в Tabl. Syn. Pl. Vasc. France 206. 1894
- = Primula halleri subsp. platyphylla O.Schwarz в Wiss. Z. Friedrich-Schiller-Univ. Jena, Math.-Naturwiss. Reihe 17: 330. 1968
- = Primula longiflora All. в Fl. Pedem. 1: 92. 1785